# Дуэлянт (фильм, 2005)
«Дуэлянт» (кор. 형사, Hyeongsa) — южнокорейская историческая мелодрама с восточными единоборствами и элементами комедии, режиссёра Ли Мён-сэ, вышедшая на экраны в 2005 году.

## Описание
XVIII век, Корея в эпоху династии Чосон. Девушка-полицейский по имени Нам-сун с напарником Аном преследует подозреваемого в преступлении, срывает с него маску и влюбляется в его печальные глаза. Нам-сун должна разобраться с преступником и вынуждена сражаться с ним, несмотря на любовь в своём сердце.

## В ролях
- Ха Чжи Вон — детектив Нам-сун
- Кан Дон-вон — печальные глаза
- Ан Сон-ги[англ.] — детектив Ан
- Сон Ён-чхан — министр обороны
- Юн Джу-сан[англ.] — Bong-chool

## Награды и номинации
Премия «Большой колокол»
- Лучший актёр второго плана — Ан Сон-ги (номинация)
- Лучшая операторская работа — Хван Ги-сок (номинация)
- Лучшая работа арт-директора — Lee Hyeong-ju, Чо Гын-хён (награда)
- Лучшие костюмы (номинация)
- Лучший монтаж — Ко Им-пхё (номинация)
- Лучшие визуальные эффекты (номинация)

Премия «Голубой дракон»
- Лучший актёр второго плана — Ан Сон-ги (номинация)
- Лучшая операторская работа — Хван Ги-сок (номинация)
- Лучшая работа арт-директора — (награда)
- Лучшие визуальные эффекты (номинация)